# Cielo sin estrellas
Cielo sin estrellas é uma telenovela mexicana, produzida pela Televisa e exibida em 1961 pelo Telesistema Mexicano.

## Elenco
- Germán Robles